# 太田瑚々
太田 瑚々（おおた ここ、2007年7月2日 - ）は、日本のタレント、モデル。キャロット所属。

## 人物
特技は百人一首、ダンス、一輪車、料理。趣味は読書、ダンス、おしゃれ、韓国ドラマ、御朱印集め。

## 出演

### テレビ番組
- NHK Eテレ『シャキーン!』（2018年度−2021年度レギュラー）※2018年度は「たいがー・りーの仮説」のみ出演。
- おはスタ

### テレビドラマ
- ガリレオ
- ひきこもり先生 シーズン2

### CM
- BeartsX
- オープンハウス
- ショウワノート
- Panasonic
- ヤマハ音楽教室

### スチール
- ハナヤマ
- POLA
- 日産
- レディブティック
- ディズニープリンセス

## 楽曲
- 「ここからはじまる」（2020年）
  - シャキーン!ミュージックでのデビュー曲である。
- 「FANTASY」（Coco名義、2022年）
- 「卒業～ここからはるかへ～」（2022年）
- 「シャキーン!の木」（2022年3月、歴代MCと歌唱）
- 「終わる瞬間」（2022年3月、歴代MCと歌唱）